# Jeetje
Jeetje is een uitroep in de Nederlandse taal waarmee meestal verbazing of verrukking wordt uitgedrukt, soms ook (lichte) ergernis. Het is verwant aan jeminee, dat al in 1613 voorkwam. Andere vormvarianten zijn jee, tjee, tjeempie, jemig, jeetjemina en jezusmina.

## Herkomst
Jeetje en hiervan afgeleide vormen zijn een verkorting van de naam "Jezus". Derhalve zou het als een verhulde vloek gezien kunnen worden. De vormen zijn mogelijk ontstaan door pogingen om het vloeken door gelovigen minder ernstig te doen lijken. Dagelijks wordt het woord 'jeetje' nog veel gebruikt, maar niet meer met de bedoeling om vloeken minder ernstig te maken.

## Maatschappelijke acceptatie
De Bond tegen het vloeken noemt deze vorm een bastaardvloek en vindt het gebruik niet acceptabel. Deze woorden maakten in 2006 deel uit van de vloekmonitor, een jaarlijks onderzoek van deze Bond naar taalverruwing, gericht op de vraag welke Nederlandse omroepen het grofst waren in hun uitgezonden uitingen.
In 2007 kondigde uitgeverij Van Dale Lexicografie aan voor gereformeerde basisscholen een speciale, gekuiste versie van hun schoolwoordenboek op de markt te gaan brengen, zonder woorden als jeetje. Vanwege de commotie die daarop ontstond zag Van Dale hier echter weer van af.

## Vergelijkbaar
Aanverwante vormen in het Engels zijn gemini, dat al in 1664 voorkwam, gee en jeez.

## Trivia
- Tjeempie! of, Liesje in Luiletterland is een boek van Remco Campert.
- Van het woord jemig maakten Koot en Bie een variant: jemig de pemig.